# Будинок-музей М. З. Бірюкова
Будинок-музей Миколи Зотовича Бірюкова — музей радянського письменника Миколи Бірюкова, лауреата Сталінської премії 1950 року за повість «Чайка» — відчинив свої двері перед відвідувачами 14 (за іншими даними 15) листопада 1970 року. Ініціатором створення літературно-меморіального музею в місті Ялта стала дружина митця Ганна Іллівна.

## Особливості експозиції музею
Будинок, на базі якого створено музей, — місце, де письменник провів свої останні роки життя. Цікавим фактом є те, що майбутній власник, разом з архітектором З. Перимиловським створював ескізи для своєї майбутньої домівки. Будівництво двоповерхового маєтку тривало протягом 1959 року та враховувало потребу Миколи Зотовича вільного пересування кімнатами, оскільки письменник із 18 років боровся з важкою хворобою, що позбавила можливості повноцінно рухатися.
Через чотири роки після смерті митця приміщення передано під музей. Так, зокрема, перед очима відвідувачів відчиняє свої двері бібліотека письменника, їдальня, веранда робочий кабінет та сад. Інтер'єр кімнат залишився у тому вигляді, який вони мали за часів проживання свого відомого власника. Тут можна побачити рукописи Миколи Зотовича з його правками та нотатками, зібрання книг, письмове приладдя та особисті речі письменника.
Також в музеї є експозиція фарфорового посуду XIX-XX ст. створена руками кримських майстрів.